# Cynthia Nickschas

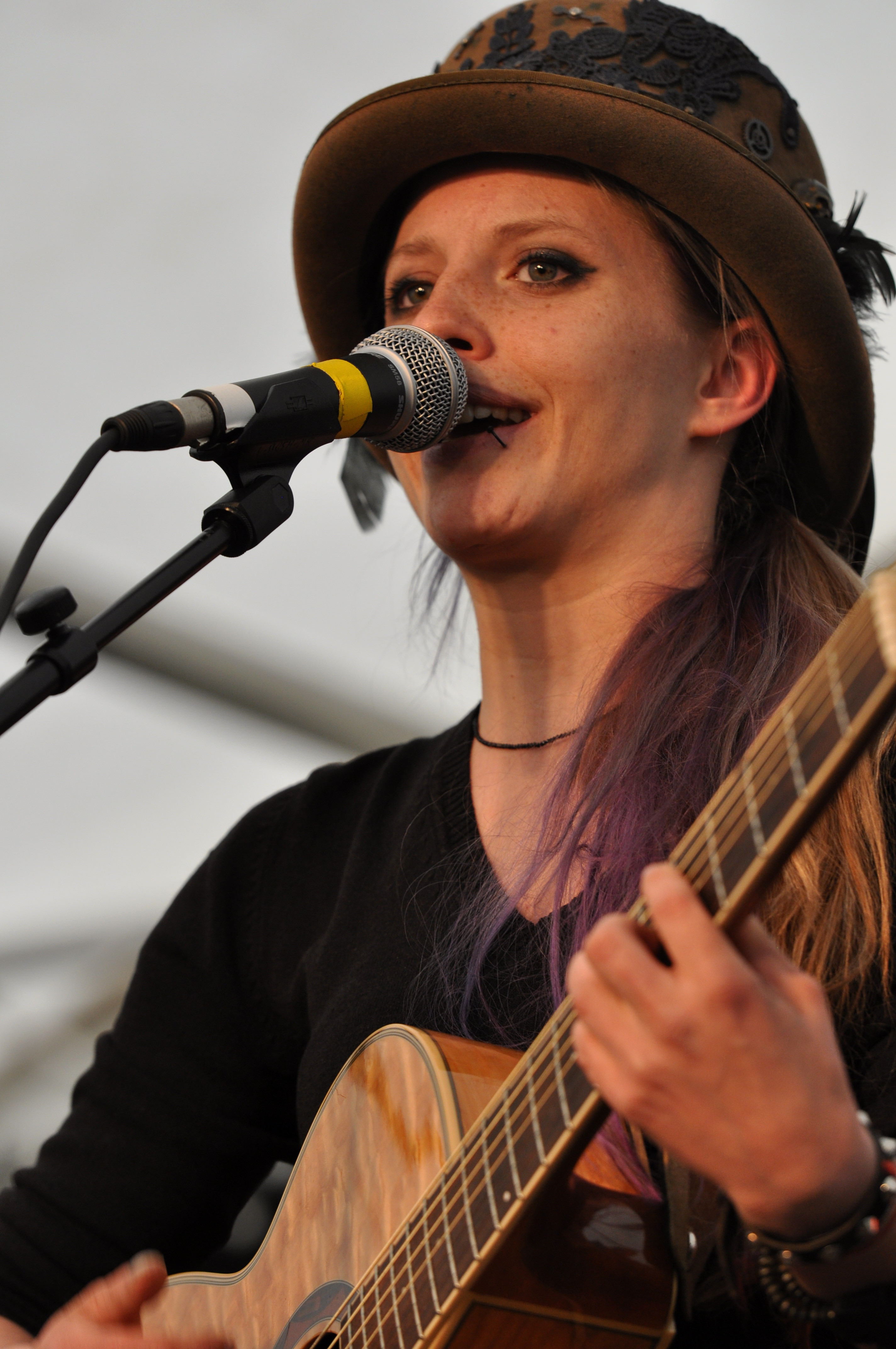
Cynthia Nickschas beim Liederfest auf der Burg Waldeck 2016

Cynthia Nickschas (* 27. Dezember 1987 in Tuttlingen, Baden-Württemberg) ist eine deutsche Liedermacherin.

## Leben
Cynthia Nickschas ist die Tochter von Roswitha Nickschas (Klavierlehrerin) und Reinhard Nickschas (Gitarrenlehrer). Bis sie 18 war, erhielt sie bei verschiedenen Lehrern Klavierunterricht. Sie sang unter anderem im Kirchenchor und in Schulchören. Mit 18 Jahren wechselte sie vom Klavier zur Gitarre und schrieb die ersten eigenen Lieder. Nach der Fachhochschulreife 2007 arbeitete sie in einem Restaurant in der Küche. Vor dem geplanten Beginn einer Ausbildung in dem Restaurant verlor sie aus betrieblichen Gründen ihre Anstellung. Nickschas ging mit ihrer Gitarre auf die Straße und fing dort mit der Straßenmusik an. Cynthia Nickschas lebt in Bonn mit ihrer Band in einer Wohngemeinschaft.

## Karriere
Als Straßenmusikerin tourte sie durch Deutschland und entwickelte dabei ihre eigenen Lieder. Schon bald folgten die ersten Buchungen und Auftritte auf kleinen Festivals, in Kneipen und Clubs. 2011 gewann sie den Straßenmusikerwettbewerb in Geldern. Im November 2011 belegte sie mit ihrem Song tanz! den 6. Platz bei der WDR-Show Die besten Straßenmusiker aus NRW.
Im Jahr 2012 gründete sie ihre Band Cynthia Nickschas & Friends, bestehend aus zweiter Gitarre (Stefan Doc Janzik), Akustikbass (Christoph Wegener) und Cajón bzw. Schlagzeug (Mario Hühn). Seit September 2014 gehört auch ein Saxophon (Christian Zet Zerban) zur Band. Gemeinsam sind sie auf Festivals wie dem Burg-Herzberg-Festival oder diversen kleinen Festivals aufgetreten und sind auch weiterhin als Straßenmusiker unterwegs.
Über den Liedermacher Prinz Chaos II lernte Nickschas Konstantin Wecker kennen, der sie in seinem Label Sturm & Klang unter Vertrag genommen hat. Ihr erstes Studioalbum Kopfregal ist am 26. September 2014 dort erschienen. An Konstantin Weckers Album Ohne Warum ist sie mit Gesang und Gitarre beteiligt und singt mit ihm u. a. die Lieder Revolution und Heilger Tanz im Duett. 2014  sang sie mit ihm das Liebeslied im alten Stil, das sie im gleichen Jahr auch mit Dominik Plangger sang. Sie begleitete ihn auf seiner Ohne Warum-Tournee 2015/2016 als Mitglied seiner Band und trat mit ihm bei seinem Konzert bei Songs an einem Sommerabend im August 2015 auf, wo sie bereits 2014 als Preisträgerin der Hanns-Seidel-Stiftung aufgetreten war.

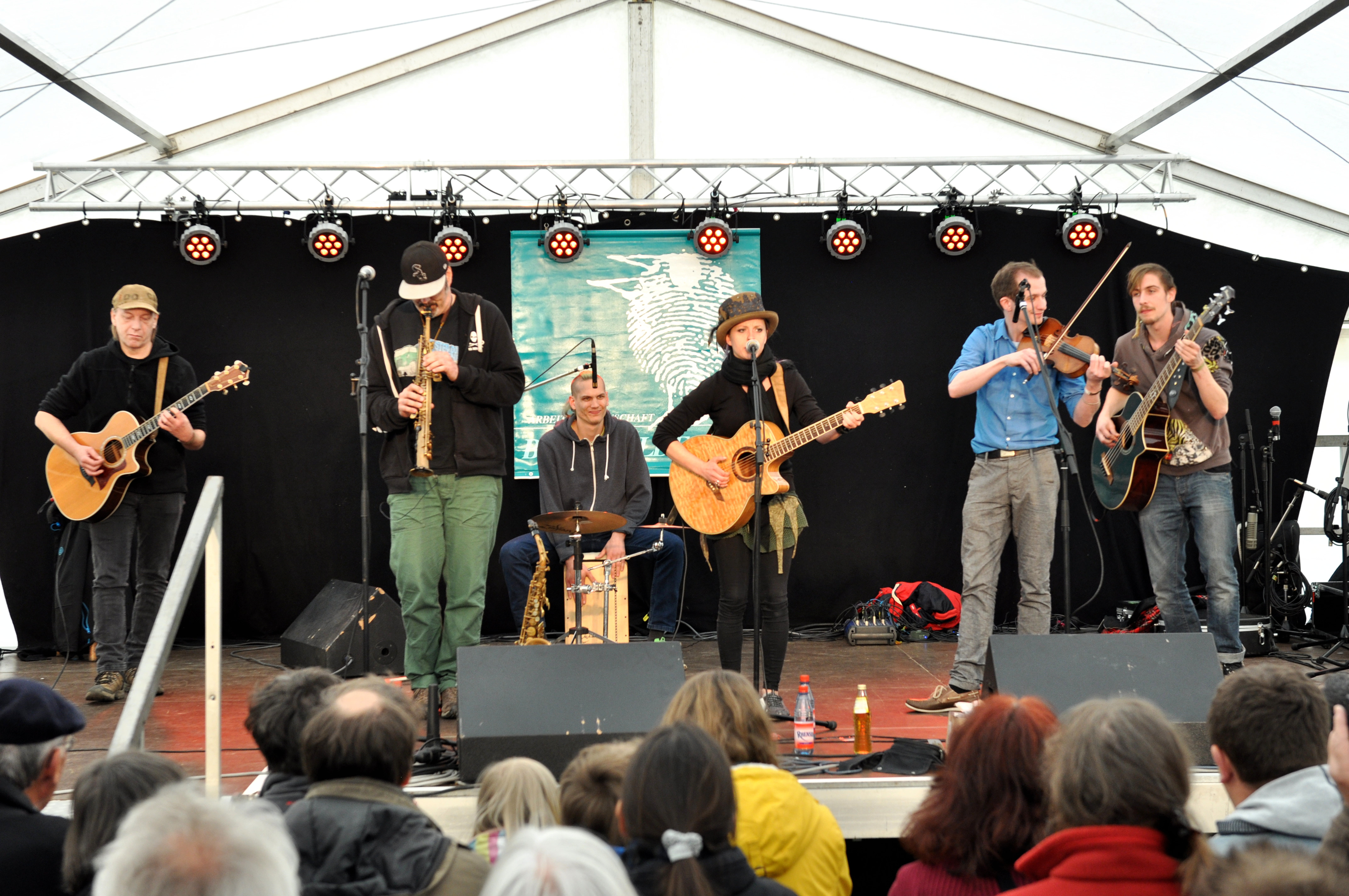
Cynthia Nickschas und Band beim Liederfest auf der Burg Waldeck 2016

Mit ihren eigenen Liedern, die ein „Stilmix aus Folk und Blues mit kritischen Texten, die sich vor allem mit den Unzulänglichkeiten der eigenen Generation beschäftigen“, hatte Cynthia Nickschas Soloauftritte unter anderem 2014 beim 3sat-Festival, 2014 und 2015 bei den Songs an einem Sommerabend, im Mai 2015 bei einem Konzertabend von Wecker im Schauspielhaus Bochum, im Juni auf dem Tollwood-Sommerfestival in München. Im August trat sie beim Openair-Konzert des Nürnberger Bardentreffens auf. Die Taz schrieb, sie vertrete „mit ihren rotzigen Straßensongs vielleicht am ehesten das Widerborstige und Kauzige, das das Festival in seinen Ursprüngen hatte“. In ihren Liedern verbinde sie punkige Unangepasstheit mit handfesten Visionen für eine andere Welt und zerre dabei auch den Zuhörer aus seiner Wohlfühl-Zone, befand WDR 5.

## Diskografie
Alben:
- 2014: Kopfregal (Sturm & Klang)[18]
- 2018: Egoschwein (Kick the Flame)[19]
- 2022: Is' Halt So! (Kick the Flame)[20]

Singles:
- 2012: Schicksal (Kaufmann Musik)
- 2014: Verdummt genug (Sturm & Klang)

Kompilationsbeiträge:
- 2012: Track 8–10 auf Kaufmann Allstars (Kaufmann Musik)
- 2013: Mein Hut auf Pop Made in Germany (Pop Rock Camp München)
- 2014: Gold Glänzt Nicht auf 28 Jahre Songs an einem Sommerabend (2-CD; BuschFunk)[21]

## Preise
Die Jury der Hanns-Seidel-Stiftung verlieh im Juli 2014 im Rahmen der Songs an einem Sommerabend einen Förderpreis für junge Liedermacher u. a. an Cynthia Nickschas.